# Hypomma
Hypomma là một chi nhện trong họ Linyphiidae.

## Các loài
Chi này gồm các loài:
- Hypomma aemonicum Deltshev, 2005
- Hypomma affine Schenkel, 1930
- Hypomma bituberculatum (Wider, 1834)
- Hypomma brevitibiale (Wunderlich, 1980)
- Hypomma clypeatum Roewer, 1942
- Hypomma coalescera (Kritscher, 1966)
- Hypomma cornutum (Blackwall, 1833)
- Hypomma fulvum (Bösenberg, 1902)
- Hypomma marxi (Keyserling, 1886)
- Hypomma nordlandicum Chamberlin & Ivie, 1947
- Hypomma subarcticum Chamberlin & Ivie, 1947